# 케빈 아크포구마
케빈 존 우후오마 아크포구마(독일어: Kevin John Ufuoma Akpoguma, 1995년 4월 19일 ~ )는 분데스리가의 TSG 호펜하임에서 수비수로 활약하고 있는 나이지리아의 프로 축구 선수이다. 독일에서 태어난 아크포구마는 독일의 청소년 국가대표팀였으나, 나이지리아 국가대표팀으로 전향하여 뛰고 있다.

## 구단 경력
2016-17 시즌을 2. 분데스리가의 포르투나 뒤셀도르프로 임대되었다. 2017년 4월 21일, 그는 리그 경기에서 FC 장크트파울리의 베른트 네리그와 충돌하였다. 두 선수 모두 목이 부러지는 부상을 당해 병원에 입원하였다.
2017년 10월 22일, 1-1로 비긴 VfL 볼프스부르크와의 경기에서 슈테판 포슈와 교체되어 분데스리가에 데뷔하였다. 4일 후, 그는 1-0으로 비긴 베르더 브레멘과의 DFB-포칼 2라운드 경기에서 클럽에서의 첫 선발 출전을 하였다.

## 국가대표팀 경력
독일인 어머니와 나이지리아인 아버지 사이에서 태어난 케빈 아크포구마는 독일과 나이지리아 국가대표로 뛸 자격이 있다. 그는 16세 이하, 17세 이하, 18세 이하, 19세 이하, 20세 이하, 그리고 21세 이하 팀에서 뛰면서, 청소년 수준에서 독일을 대표했다.
그는 독일 U-20 국가대표팀의 주장을 맡아 2015년 뉴질랜드에서 열린 2015년 FIFA U-20 월드컵 8강 진출에 기여했다.
2018년 10월, 그는 나이지리아로 이적하는 것에 대해 열려있다고 밝혔다.
2020년 9월 21일, 나이지리아 축구 국가대표팀의 게르노트 로어 감독은 아크포구마가 나이지리아 축구 국가대표팀으로 이적했다고 밝혔다.
9월 28일, 그는 나이지리아 축구 국가대표팀에서 뛰기로 결정했다는 보도를 확인했다. 아크포구마는 1-0으로 패한 알제리와의 2020년 10월 9일 친선 경기에서 나이지리아 축구 국가대표팀 데뷔 전을 치렀다.